# Rata/Raitti
| Recensione        | Giudizio |
| ----------------- | -------- |
| Helsingin Sanomat |          |
| Rumba             |          |

Rata/Raitti è il sesto album di studio del duo finlandese JVG, pubblicato il 14 giugno 2019. Durante gli Emma gaala del 2020 è stato votato come il miglior album pop dell'anno. Il disco è stato nella prima posizione della classifica degli album più venduti in Finlandia.

## Tracce
1. Rata/Raitti – 2:57
2. Ikuinen vappu – 3:07
3. Huoli pois (feat. Pete Parkkonen) – 3:44
4. Ehdottomasti ehkä – 2:50
5. Frisbee – 3:23
6. Netti ei unohda (feat. IBE) – 3:41
7. Lite bättre – 2:28
8. Spagettipyssyt – 3:29
9. Kalenterist tilaa (feat. Evelina) – 2:57
10. Häikäsee (feat. Reino Nordin) – 3:39

## Classifica
| Classifica | Massima posizione |
| ---------- | ----------------- |
| Finlandia  | 1                 |